# Kanton Girón
Der Kanton Girón befindet sich in der Provinz Azuay im Süden von Ecuador. Er besitzt eine Fläche von 353,8 km². Im Jahr 2020 lag die Einwohnerzahl schätzungsweise bei 13.000. Verwaltungssitz des Kantons ist die Kleinstadt Girón mit 4016 Einwohnern (Stand 2010).

## Lage
Der Kanton Girón befindet sich südzentral in der Provinz Azuay. Das Gebiet liegt in den Anden. Der Río Girón, ein linker Nebenfluss des Río Rircay, entwässert das Areal nach Südwesten. Die Fernstraße E59 von Pasaje nach Cuenca führt durch den Kanton und an dessen Hauptort vorbei.
Der Kanton Girón grenzt im äußersten Osten an den Kanton Sígsig, im Süden an den Kanton Nabón, im Südwesten an den Kanton Santa Isabel, im Westen an den Kanton San Fernando sowie im Norden an den Kanton Cuenca.

## Verwaltungsgliederung
Der Kanton Girón ist in die Parroquia urbana („städtisches Kirchspiel“)
- Girón

und in die Parroquias rurales („ländliches Kirchspiel“)
- La Asunción
- San Gerardo

gegliedert.

## Geschichte
Für die Gründung des Kantons gibt es drei Datümer: der 25. Juni 1824, der 17. April 1884 sowie der 26. März 1897. Die Angaben wurden in historischen Dokumenten gefunden. Die Kantonsverwaltung entschied sich im Jahr 2017, das früheste Datum als das gültige zu betrachten. Entsprechend findet seither das alljährliche Jubiläum statt.